# Woodwardia fimbriata
Woodwardia fimbriata là một loài thực vật có mạch trong họ Blechnaceae. Loài này được Sm. miêu tả khoa học đầu tiên năm 1818.

## Hình ảnh

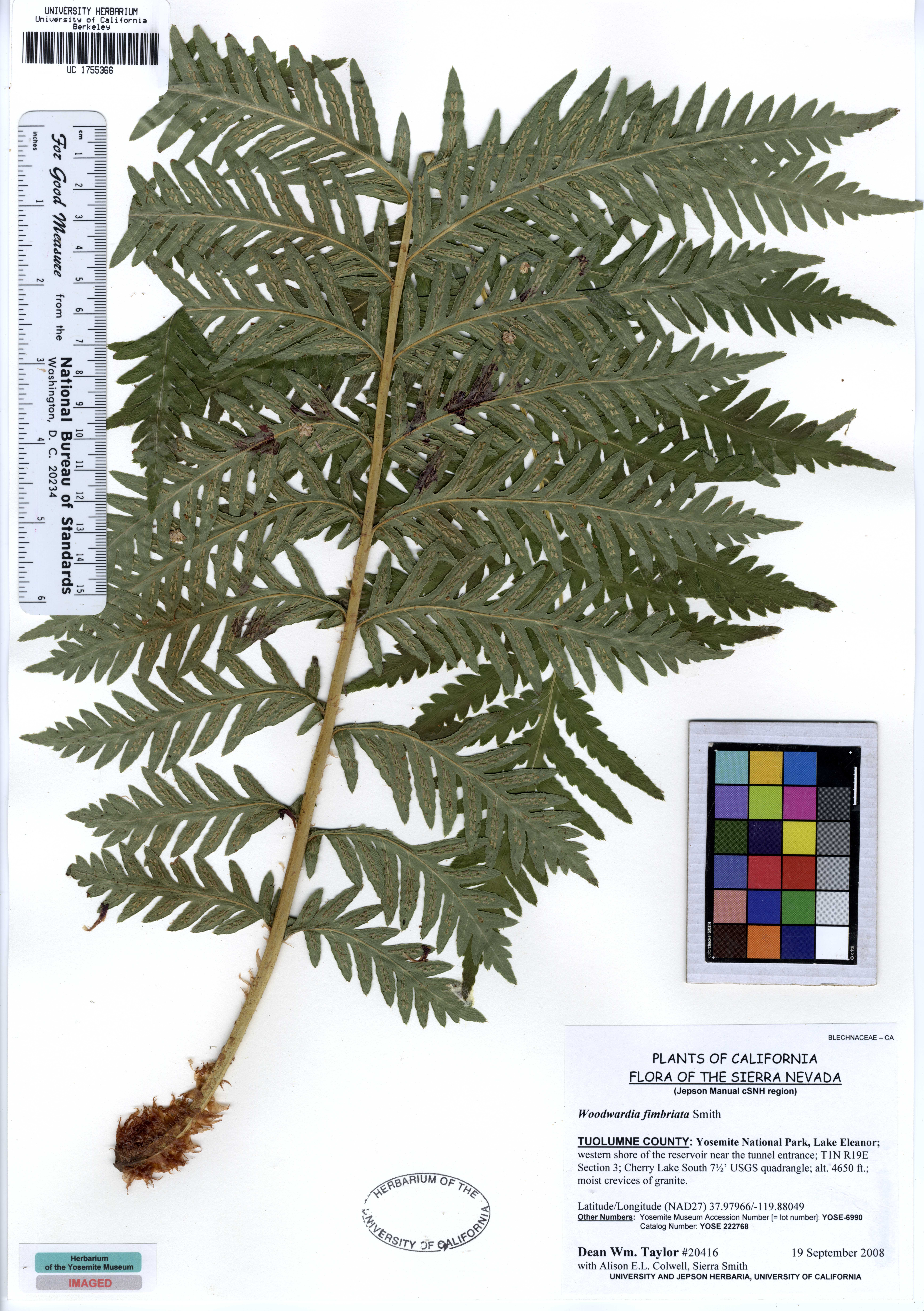
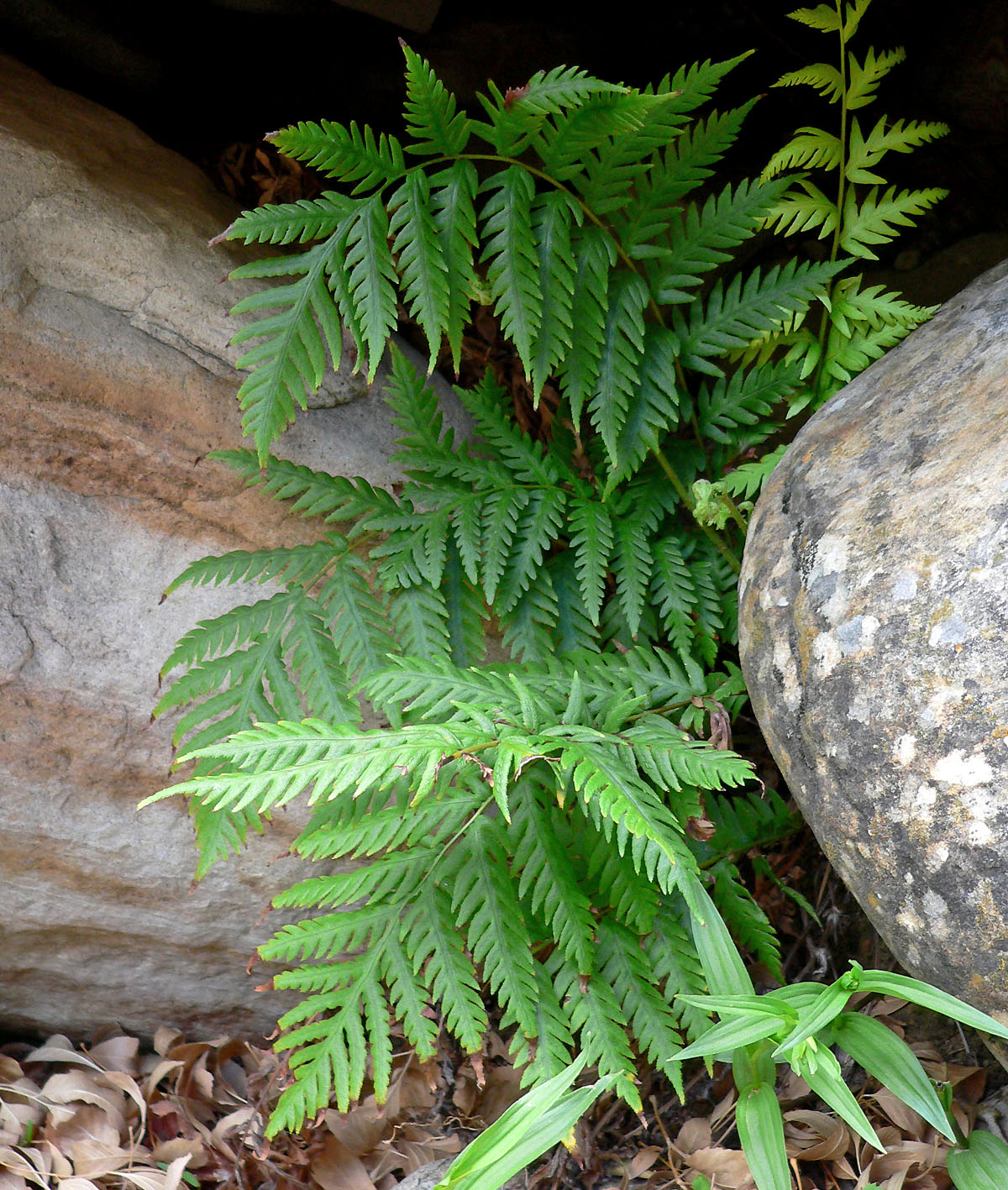
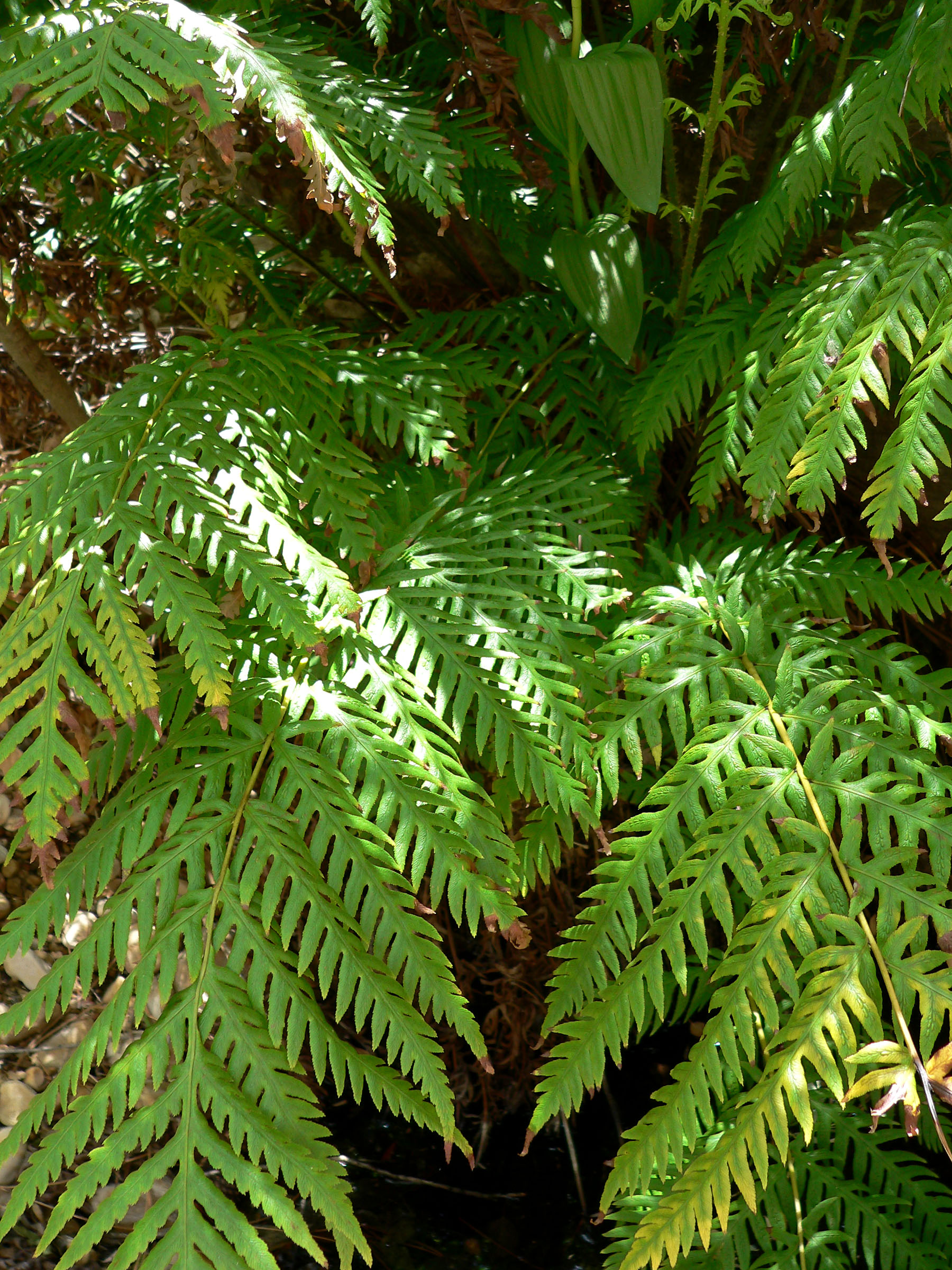
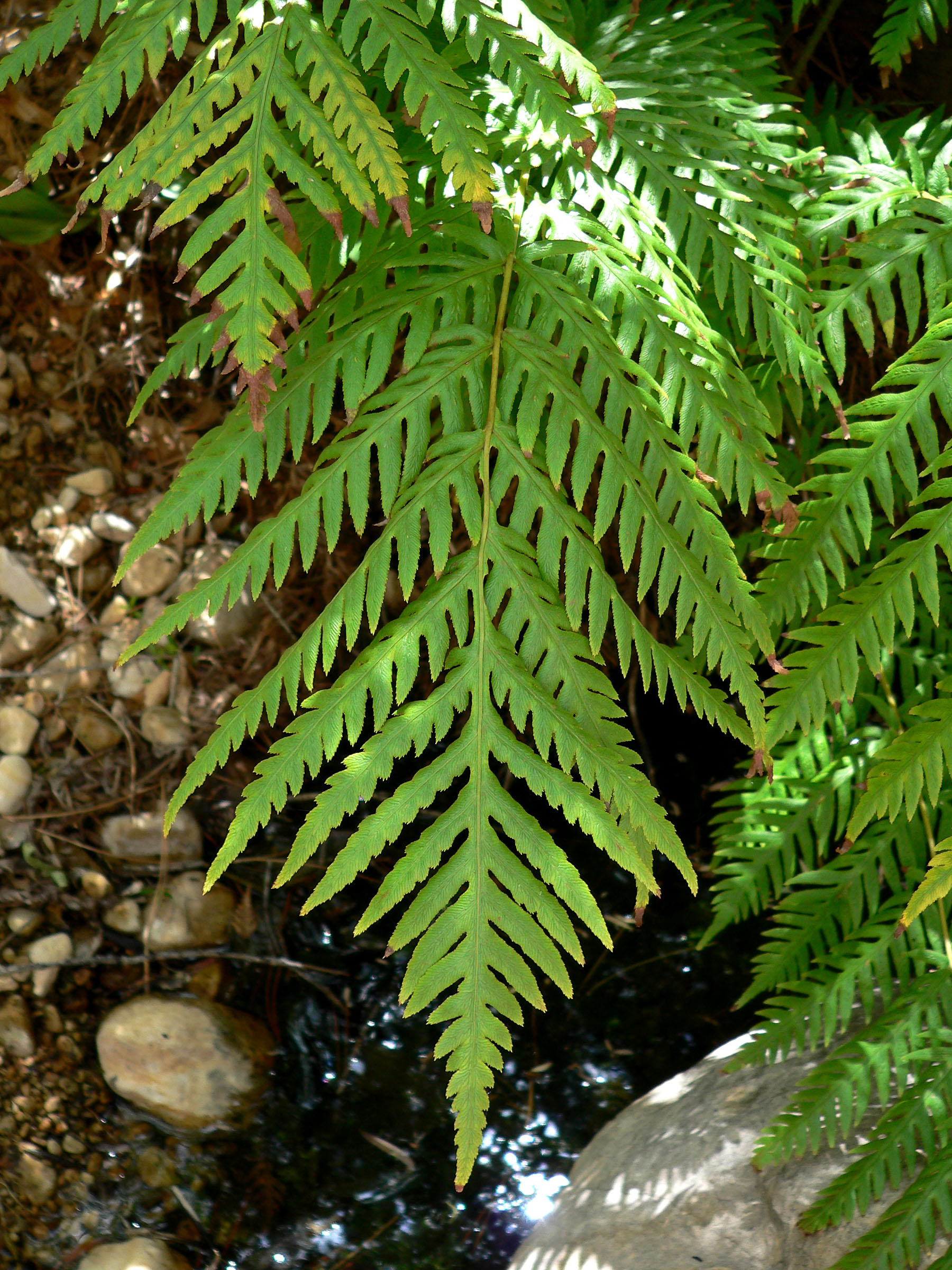